# اکواپیم-مامپانگ
اکواپیم-مامپانگ (به لاتین: Akuapim-Mampong) یک منطقهٔ مسکونی در غنا است که در منطقه شرقی (غنا) واقع شده‌است.

## خصوصیات
اکواپیم-مامپانگ ۱۴۹ متر بالاتر از سطح دریا واقع شده‌است.